# Irish FA Charity Shield
Irish FA Charity Shield a fost competiția fotbalistică de supercupă din Irlanda de Nord, disputată între campioana din IFA Premiership și câștigătoarea Irish Cup.

## Ediții
| Data           | Câștigătoare | Scor | Finalistă | Stadion                 | Note         |
| -------------- | ------------ | ---- | --------- | ----------------------- | ------------ |
| 8 august 1992  | Glentoran    | 1-1  | Glenavon  | Windsor Park, Belfast   | Trofeu comun |
| 10 august 1993 | Bangor       | 1-1  | Linfield  | Windsor Park, Belfast   | Trofeu comun |
| 3 august 1994  | Linfield     | 2-0  | Bangor    | Windsor Park, Belfast   |              |
| 8 august 1998  | Cliftonville | 1-0  | Glentoran | The Oval, Belfast       |              |
| 8 august 1999  | Portadown    | 2-1  | Glentoran | Mourneview Park, Lurgan |              |
| 5 august 2000  | Linfield     | 2-0  | Glentoran | Windsor Park, Belfast   |              |

### Performanță după club
| Club         | Trofee | Comune | Finale pierdute |
| ------------ | ------ | ------ | --------------- |
| Linfield     | 2      | 1      | 0               |
| Cliftonville | 1      | 0      | 0               |
| Portadown    | 1      | 0      | 0               |
| Glentoran    | 0      | 1      | 3               |
| Bangor       | 0      | 1      | 1               |
| Glenavon     | 0      | 1      | 0               |